# 니시지마촌 (야마나시현)
니시지마촌(西島村)은 야마나시현 미나미코마군에 있던 촌이다. 현재의 미노부정에 해당한다.

## 역사
- 1889년 7월 1일 - 정촌제 시행에 의해, 근세이후의 니시지마촌이 단독으로 지자체를 형성하였다.
- 1954년 8월 17일 - 오스나리촌, 시즈카와촌, 아케보노촌과 합병해 나카토미정이 성립하여, 동일 니시지마촌은 페지되었다.

## 교통

### 도로
- 국도 제52호선

## 참고문헌
- 角川日本地名大辞典 19 山梨県